# Aivaras Abromavičius
Aivaras Abromavičius (ukrainska:Айварас Абромавічус), född 1976 i Vilnius, Litauen  var mellan den 2 december 2014 och den 14 april 2016 Ukrainas ekonomiminister. Abromavičius avgick i samband med bildandet av Regeringen Hrojsman. Han var tidigare en av sex delägare i kapitalförvaltaren East Capital och chef på företagets Kievkontor.
Abromavičius studerade international management på Concordia International University Estonia.
Abromavičius beviljades ukrainskt medborgarskap 1 december 2014 genom en särskild order av president Petro Porosjenko. Han är gift med en ukrainska och har bott i sex år i Kiev. I och med ministeruppdraget lämnade han East Capital.
I samband med att han lämnade delägarskapet fick han en ersättning på 237.714 East Capital Explorer-aktier som flyttades över från East Capital till honom direkt.
Abromavičius är gift med en ukrainska från Donetsk; de är bosatta i Kiev sedan 2008 och har tre barn.